# Dryocopus javensis richardsi
El pájaro carpintero de Tristram (en hangul, 크낙새 khunak-sae) (Dryocopus javensis richardsi) es una subespecie coreana del pájaro carpintero de vientre blanco. Fue identificado y descrito por primera vez por el erudito y ornitólogo inglés Henry Baker Tristram en 1879.

## Descripción
El carpintero de Tristram, con sus 46 cm de longitud, se encuentra entre los pájaros carpinteros más grandes. Tanto el mechón como las mejillas son de color rojo carmesí; sus partes superiores son negras, contrastando con las partes inferiores, las puntas de las alas y la rabadilla blanca. Las plumas de su cola son firmes. Su nombre nativo se deriva de su extraña llamada, que suena como "¡kullak!"

## Hábitat
Esta ave habita en densos bosques de montaña por encima de los 1.000 m, así como en zonas urbanas. Se encuentra comúnmente en áreas con castaños, robles, álamos y olmos. Prefiere los árboles muertos, donde anida en el tronco hueco y busca insectos en la corteza. El período de reproducción es de abril a mayo, donde la hembra pone de tres a cuatro huevos.

## Amenazas

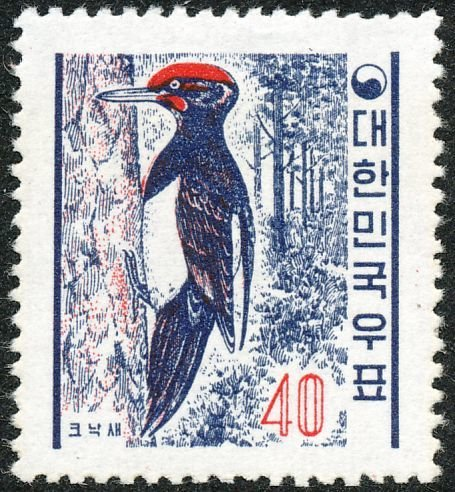
Sello postal surcoreano del Dryocopus javensis richardsi.

Históricamente, se encontraba en la isla japonesa de Tsushima y en la península de Corea. Debido a la caza intensiva y la solicitud de especímenes de museo en el mundo occidental entre 1898 y 1902, esta subespecie desapareció casi por completo de esa isla. En 1920, el ornitólogo japonés Dr. Nagamichi Kuroda encontró el último espécimen en Tsushima. Además, en Corea se convirtió en un ave rara debido a la deforestación expansiva. Aunque estaba protegido legalmente desde 1952, había desaparecido de Corea del Sur en 1989. En 1993, una pareja fue vista en la Zona Desmilitarizada. Actualmente solo existe en Corea del Norte. Probablemente existan menos de 50 aves en las provincias de Kangwŏn-do y Hwanghae del Norte, en particular en los bosques restantes de Rinsan, Phyongsan, Jangphung, Pakyon y Kaesong alrededor del área de Myŏraksan. El 30 de mayo de 1968 fue proclamado Monumento Nacional n.º 197 y por lo tanto gozó de la protección especial del gobierno. Está incluida en el Apéndice I de la CITES, pero no hay una entrada especial para esta subespecie en la Lista Roja de la UICN.
En julio de 2017, las autoridades surcoreanas declararon la extinción del pájaro carpintero de Tristram en Corea del Sur. Por lo tanto, en la actualidad solo existe en Corea del Norte el pájaro carpintero de Tristram.